# Sankt Andrä im Lungau
Sankt Andrä im Lungau è un comune austriaco di 755 abitanti nel distretto di Tamsweg, nel Salisburghese.